# Digitaria sparsifructus
Digitaria sparsifructus är en gräsart som beskrevs av Jisaburo Ohwi. Digitaria sparsifructus ingår i släktet fingerhirser, och familjen gräs. Inga underarter finns listade i Catalogue of Life.